# Consiglio Esecutivo Provvisorio
Il Consiglio Esecutivo Provvisorio è stato un esecutivo provvisorio della Prima Repubblica francese, in carica dal 10 agosto 1792 al 6 aprile 1793.
Nacque come organo esecutivo dopo la sospensione di Luigi XVI dal potere esecutivo (10 agosto), come ultimo governo del Regno di Francia, e fu mantenuto anche dopo la proclamazione della Repubblica (21 settembre).
Dominato dai Girondini, si indebolì nel tempo, anche per via delle grandi sconfitte militari e per le guerre di Vandea. Fu infine sciolto e sostituito dal Comitato di salute pubblica e da 12 commissioni minori da esso dipendenti con decreto della Convenzione nazionale in data 17 germinale anno I (6 aprile 1793). I suoi membri (Segretario e 6 ministri) furono eletti dalla Convenzione nazionale.

## Composizione
| Presidenza                                       | Presidenza | Presidenza                       | Presidenza                            | Presidenza   | Presidenza |
| Segretariato                                     | Titolare   | Titolare                         | Titolare                              | Partito      | Partito    |
| ------------------------------------------------ | ---------- | -------------------------------- | ------------------------------------- | ------------ | ---------- |
| Segretario del Consiglio                         |            | Philippe-Antoine Grouvelle       |                                       | Girondini    |            |
| Ministri                                         |            |                                  |                                       |              |            |
| Segretariato                                     | Titolare   | Titolare                         | Titolare                              | Partito      |            |
| Ministro degli affari esteri                     |            | Pierre Henri Hélène Lebrun-Tondu |                                       | Girondini    |            |
| Ministro degli affari interni                    |            | Jean-Marie Roland de La Platière | fino al 23 gennaio 1793               | Girondini    |            |
| Ministro degli affari interni                    |            | Dominique Joseph Garat           | dal 23 gennaio 1793                   | Girondini    |            |
| Ministro della Giustizia e Guardiano dei Sigilli |            | Georges Jacques Danton           | fino al 9 ottobre 1792                | Cordiglieri  |            |
| Ministro della Giustizia e Guardiano dei Sigilli |            | Dominique Joseph Garat           | dal 9 ottobre 1792 al 20 marzo 1793   | Girondini    |            |
| Ministro della Giustizia e Guardiano dei Sigilli |            | Louis Gohier                     | dal 20 marzo 1793                     | Giacobini    |            |
| Ministro della guerra                            |            | Joseph Servan                    | fino al 3 ottobre 1792                | Girondini    |            |
| Ministro della guerra                            |            | Jean-Nicolas Pache               | dal 3 ottobre 1792 al 4 febbraio 1793 | Cordiglieri  |            |
| Ministro della guerra                            |            | Pierre Riel de Bernounville      | dal 4 febbraio 1793 al 1º aprile 1793 | Indipendenti |            |
| Ministro della guerra                            |            | Jean-Baptiste Bouchotte          | dal 1º aprile 1793                    | Giacobini    |            |
| Ministro della marina e delle colonie            |            | Gaspard Monge                    |                                       | Giacobini    |            |
| Ministro delle finanze                           |            | Étienne Clavière                 |                                       | Girondini    |            |

| Controllo di autorità | VIAF (EN) 138018295 · ISNI (EN) 0000 0001 2324 1331 · LCCN (EN) n87802125 · BNF (FR) cb13327056t (data) |